# Menua
Menua, Minua – król Urartu w latach 810–786 p.n.e., syn Iszpuini. Na jego panowanie przypadł okres największego rozkwitu państwa.

## Sytuacja polityczna
Od czasów panowania Iszpuini Urartu, które w ciągu kilku stuleci istnienia bezustannie prowadziło wojny z Asyrią, po raz pierwszy było w stanie oprzeć się swojemu południowemu sąsiadowi. Za rządów Menui stosunki z Asyrią, rządzoną przez królową Semiramidę, miały prawdopodobnie charakter pokojowy, ponieważ nie zachowały się żadne wzmianki o jakichkolwiek konfliktach między obu państwami. Pokój na południowej granicy umożliwił Menui ekspansję w innych kierunkach oraz rozbudowę Urartu.

## Wyprawy wojenne
Menua zorganizował szereg wypraw wojennych, mających na celu poszerzenie granic Urartu. Na północy zostały podbite obszary nad Araksem. Na zachodzie przyłączono księstwa, które usamodzielniły się po rozpadzie państwa Chati. Na południowym wschodzie podjęto wyprawę wojenną do krainy Manna, położonej nad jeziorem Urmia. Wskutek tej ekspansji granice Urartu sięgały na zachodzie do górnego Eufratu, na północy przebiegały wzdłuż Doliny Ararat, gdzie Menua wzniósł twierdzę obronną Menuahinili, strzegącą państwo od tej strony. Niejasny pozostaje status Manny: mogła zostać przyłączona do Urartu lub należeć jedynie do jego strefy wpływów.
O wojennych sukcesach Menui wiadomo z inskrypcji na kamieniach i tabliczkach glinianych, zapisanych pismem klinowym. Dla przykładu, inskrypcja na jednym z kamieni opisuje wyprawę wojenną na południowy zachód od Urartu:
„Bóg Chaldi ruszył w pochód ze swą bronią, zwyciężył on [...], broń boga Chaldiego potężna. Mocą boga Chaldiego ruszył w pochód Menua, syn Iszpuini. Przed nim szedł bóg Chaldi. Menua mówi: Ja wydałem na pastwę ognia krainę [...], krainę Babanahi, [...], w tymże roku miasto Kalibiliani, miasto Arpuiani, krainy Ususuani, miasto Chulmeruni, Tuszurehi, [...] od tej strony krainy Marmani; miasto Eruni, [...] miasto Kirpununi, krainę Ulibani podbiłem i wydałem na pastwę ognia. Krainę Dirgę, miasto Iszala [...] podbiłem, krainę spaliłem; doszedłem do [...] strony miasta Kumenu, do Asyrii [...] ??55 ludzi w tym roku – jednych zabiłem, innych zaś uprowadziłem żywych; mężczyzn z nich oddałem żołnierzom”.
Kamień, na którym znajduje się ta inskrypcja pochodzi z twierdzy obronnej. Został odkryty w XIX wieku. Wykorzystano go do budowy cerkwi ormiańskiej w V wieku w pobliżu jeziora Wan. Pod koniec XIX wieku tekst inskrypcji został wydany w Europie, a przetłumaczony dopiero w połowie XX wieku. Tekst inskrypcji łączy moc Chaldiego z potęgą broni urartyjskiej. Chaldi został naczelnym bóstwem panteonu urartyjskiego za panowania ojca Menui, kiedy do Urartu został przyłączony główny ośrodek jego kultu – Musasir. Używając sformułowania „broń boga Chaldiego potężna”, Menua prawdopodobnie miał na celu zwiększenie znaczenia bóstwa. Taki sposób pisania upowszechnił się za panowania Menui. Sam wzór formułowania tekstu zapożyczono z Asyrii, gdzie w miejsce Chaldiego występował Aszur. 

## Budowle Menui

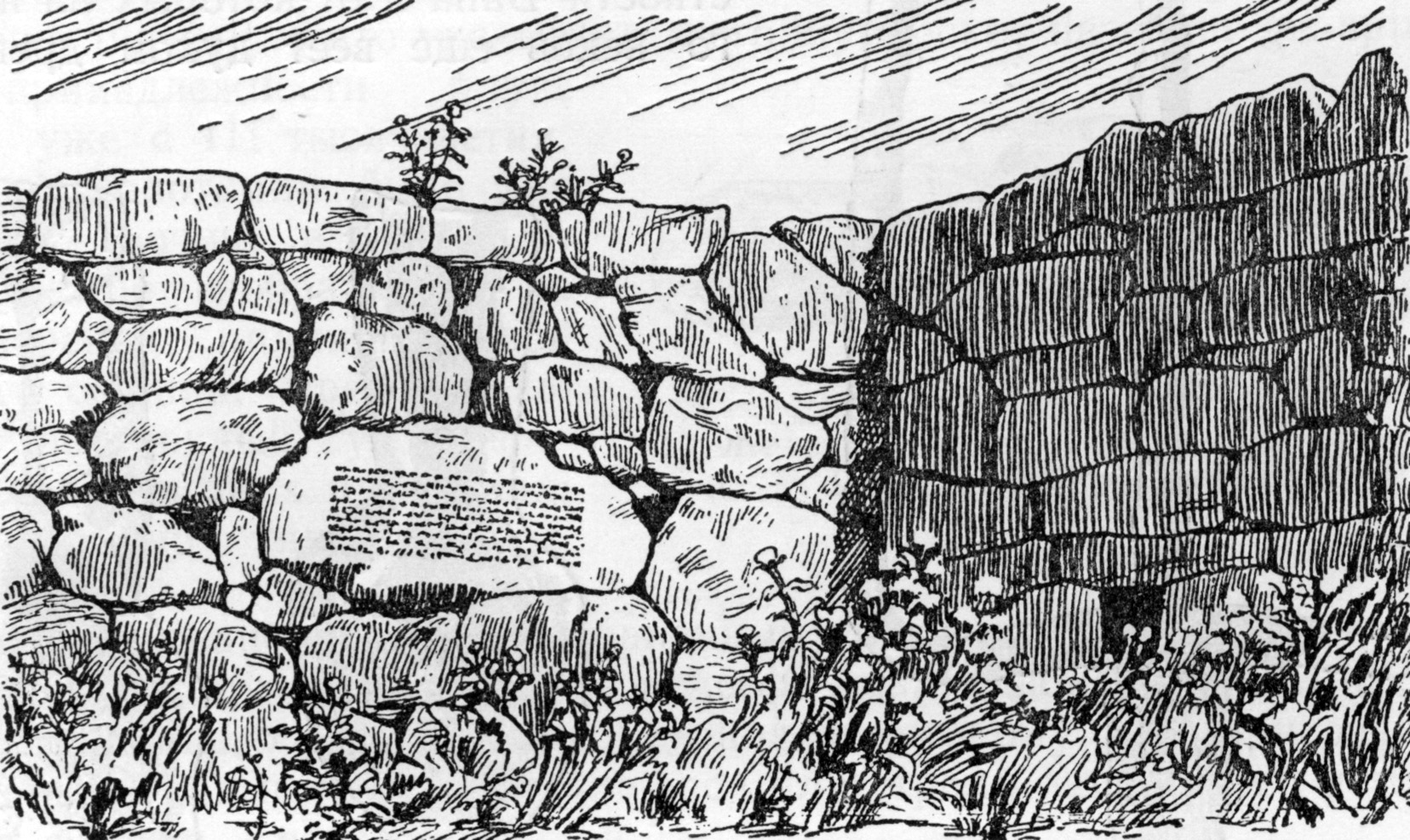
Kanał Menui (Kanal Szamiram), szkic XIX-wiecznych archeologów. Inskrypcja na jednym z kamieni głosi: „Mocą boga Chaldiego Menua, syn Iszpuini, ów kanał zbudował. Kanał Menui imię jego. Mocą boga Chaldiego, król potężny, król wielki, król krainy Biainili, władca miasta Tuszpy. Menua mówi, [jeżeli] ktoś ten napis zniszczy, [albo] ktoś go stłucze, [albo] ktoś kogokolwiek zmusi dokonać takich czynów, [jeżeli] ktoś inny powie, [że] on ten kanał zbudował, [to] niech zniszczą [go] bogowie Chaldi, Tejszeba, Sziwini, wszyscy jego bogowie pod słońcem”.

Brak konfliktów z Asyrią umożliwił Menui podjęcie budownictwa wewnątrz państwa na większą skalę. Za jego panowania nad Wanem zostały zbudowane twierdze obronne, które dodatkowo chroniły stolicę Urartu – Tuszpę. Oprócz tego Menua założył kilka osad i zbudował system irygacyjny, który zintensyfikował uprawę ziemi w środkowej części państwa (na Wyżynie Armeńskiej), gdzie rolnictwo wymagało dodatkowego nawadniania. Jeden z kanałów nazwano imieniem Menui. Służył on do doprowadzania słodkiej wody do położonej nad jeziorem Wan Tuszpy, którego słona woda była nieprzydatna do picia i nawadniania pól uprawnych. Długość tego kanału wynosiła około siedemdziesięciu kilometrów. Woda była doprowadzana z rzeki Hoszab przy pomocy akweduktu, który na nisko położonych terenach osiągał nawet piętnaście metrów wysokości. Kanał Menui funkcjonuje nadal, zaopatruje w pitną wodę miasto Wan i jego okolice. Przepływ wody zależy od pory roku i waha się od dwóch do pięciu metrów sześciennych na sekundę. Jedyny remont kanału został przeprowadzony w 1950 roku. Część ścian została wzmocniona konstrukcją żelbetonową. Zachowały się także inne kanały Menui, niektóre z nich eksploatowane są do dziś.

## Legenda o Semiramidzie
Historyk średniowieczny Mojżesz Choreński opisuje zaangażowanie asyryjskiej królowej Semiramidy w prace budowlane w Tuszpie oraz w doprowadzanie do niej wody pitnej. XIX-wieczni archeolodzy odnotowali podobne legendy o Kanale Szamiram, opowiadane przez mieszkańców okolic miasta Wan. Historycy przypuszczają, że wzmianki o Szamiram uwarunkowane były dużą popularnością królowej asyryjskiej. Z czasem Kanał Menui został przemianowany na Kanał z Czasów Szamiram, a później po prostu na Kanał Szamiram. Mało prawdopodobne, że Semiramida brała osobisty udział w budowie kanału, mimo że stosunki Urartu z Asyrią znacznie się polepszyły za panowania Menui.

## Następstwa panowania Menui dla Asyrii
Poszerzenie granic Urartu skomplikowało sytuację polityczną Asyrii, która nie miała własnych kopalni żelaza i warunków dla hodowli koni. Była zmuszona sprowadzać te towary z Azji Mniejszej lub łupić słabsze od siebie Urartu. Rozwój systemu obronnego i podbicie wschodnich terytoriów państwa pohetyckiego spowodował przejęcie przez Urartu asyryjskich wodnych szlaków handlowych. Urartu zmonopolizowało handel bronią, co negatywnie wpłynęło na zaopatrywanie w nią armii asyryjskiej.
Urartu w okresie panowania Menui i na początku rządów jego syna Argisztiego I znalazło się u szczytu swojej potęgi i wyrosło na najsilniejsze państwo w Azji Przedniej.